# 허민행
허민행(1990년 12월 12일 ~ )은 대한민국의 희극 배우이다.

## 학력
- 성수공업고등학교

## 출연작

### 방송
- 코미디에 빠지다 (MBC TV)